# City Star Airlines
City Star Airlines (CSA) era uma companhia aérea com sede em Aberdeen, Escócia. Operava sob o Certificado de Operador Aéreo (AOC) da Landsflug na Islândia. Seu principal serviço consistia em serviços regulares entre centros da indústria de energia na Escócia e na Noruega, bem como serviços charter. Sua base principal era o Aeroporto de Aberdeen.
Em um comunicado à imprensa em 30 de janeiro de 2008, a City Star Airlines anunciou que encerraria imediatamente todas as operações.

## História

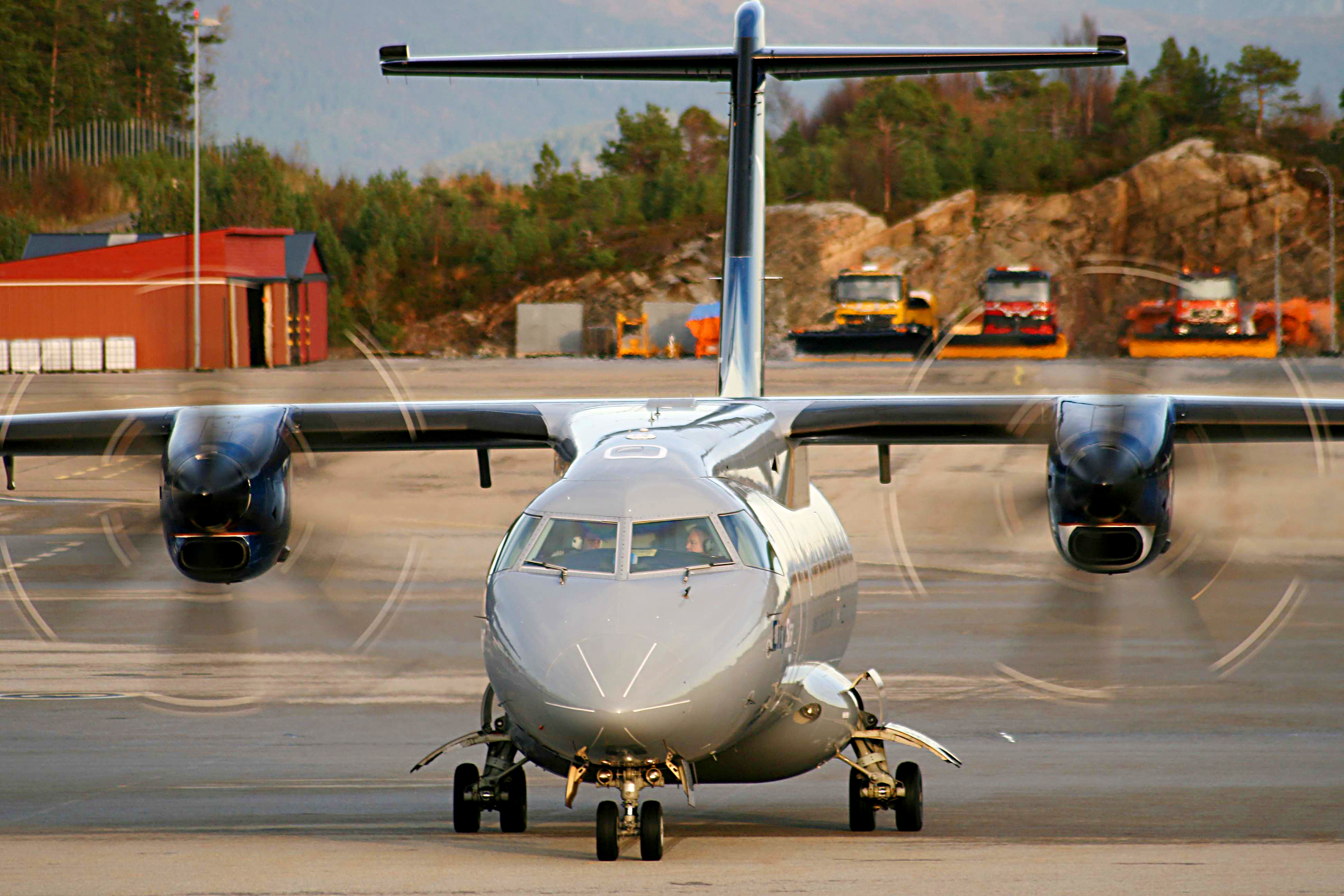
Um Dornier 328-110 da City Star Airlines

A City Star Airlines foi fundada em 2003 e iniciou suas operações em 28 de março de 2005 com uma aeronave voando entre Aberdeen, Escócia e o Aeroporto de Oslo Gardermoen. Os proprietários da CSA adquiriram o controle acionário da Landsflug em 2005.
Em 22 de junho de 2006, um Dornier 328 da City Star Airlines prefixo TF-CSB, operando um voo de passageiros de Stavanger, Noruega, ultrapassou o final da pista no Aeroporto de Aberdeen. Nenhum dos 16 passageiros e 3 membros da tripulação a bordo ficaram feridos. O incidente fez com que a companhia aérea anunciasse a suspensão de todas as operações de voo em 23 de junho de 2006, embora o serviço fosse retomado alguns dias depois.
Em março de 2007, um Dornier 328 operado pela CSA voando de Aberdeen para o Aeroporto de Sumburgh nas Ilhas Shetland voou muito perto de penhascos e não respondeu aos avisos de terreno, embora tenha pousado com segurança. A Divisão de Investigação de Acidentes Aéreos do Reino Unido recomendou uma auditoria de segurança. A CSA primeiro suspendeu o capitão de 61 anos do voo e depois pediu-lhe que renunciasse. Uma investigação descobriu que o incidente ocorreu devido a um acelerador emperrado.
A CSA anunciou em 1 de setembro de 2007 que sua holding havia comprado a Caledonian Airborne Engineering, uma empresa que fornece instalações de engenharia, manutenção e manura nos aeroportos de Aberdeen e Newcastle.
No final de janeiro de 2008, a companhia aérea anunciou seu fechamento.

## Frota

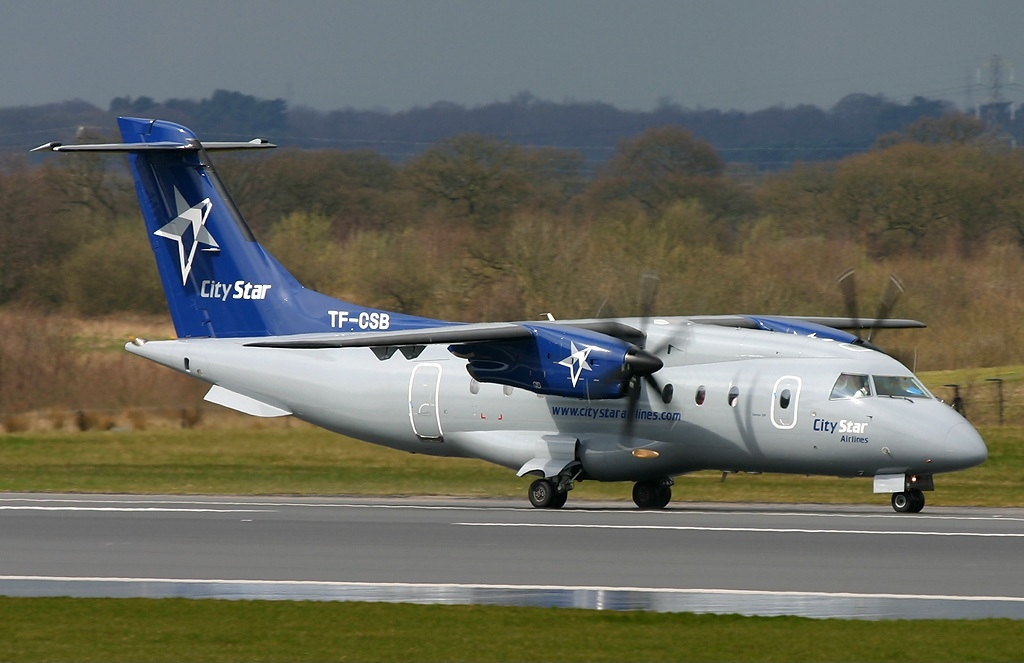
Um Dornier 328 da City Star Airlines

A frota da City Star Airlines consistia nas seguintes aeronaves:
| Aeronaves   | Em Serviço | Ordens | Passageiros | Notas |
| ----------- | ---------- | ------ | ----------- | ----- |
| Dornier 328 | 4          | –      | 32          |       |
| Total       | 4          | 0      |             |       |